# CyanogenMod
CyanogenMod är ett nedlagt modifiererat mobiloperativsystem baserat på operativsystemet Android, som kunde ersätta den förinstallerade Android-version som finns i smarttelefoner och surfplattor. CyanogenMod innehöll inte bloatware eller spyware enligt dess utvecklare, möjliggjorde anpassningar av användargränssnittet och sades kunna öka prestanda och tillförlitlighet jämfört med officiellt släppta versioner av operativsystemet. Även om CyanogenMod är nedlagt så har utvecklingen fortsatt under namnet LineageOS.

## Historik
Programmets namn härrör från att det är en mod som har utvecklats inom ett öppen källkodsprojekt grundat av signaturen Cyanogen (Stefanie Kondik), ursprungligen baserat på ett mod utvecklat av signaturen JesusFreke år 2008 för mobilen HTC Dream. Den första utgåvan var version 3.1 och släpptes 2009. Programvaran hade över 50 miljoner registrerade användare år 2013.

## Tekniska detaljer
CyanogenMod erbjöd flera funktioner och alternativ som inte fanns i de officiella Android-versioner som distribueras av leverantörer av mobila enheter. Funktioner som stöddes av CyanogenMod inkluderade inbyggda tematiska skinn, FLAC audio codec, en stor APN-lista (lista över mobilleverantörers Internetaccesspunkter), en OpenVPN-klient, Privacy Guard (per app-behörighet till systemresurser), stöd för tethering över vanliga kommunikationsgränssnitt, CPU-överklockning och andra prestandaförbättringar, olåsbar starthanterare med root-access, mjuka knappar och anpassning av meddelanden i rullgardinen (t.ex. Wi-Fi, Bluetooth och GPS), och andra förbättringar av användargränssnittet.
Programvaran fanns för en lång rad enheter. År 2015 fanns SNAPSHOT (stabil version) och NIGHTLY (beta-version) för mer än 150 enheter på den nuvarande utvecklingsgrenen.
CyanogenMod krävde i allmänhet root-access till den mobila enheten (jailbreaking eller superuser-access) och manuell installation. Versionen Cyanogen OS krävde inte rootaccess, och kunde förinstalleras på en enhet utan att Android har varit förinstallerad.
I sin egen dokumentation beskrevs CyanogenMod som firmware eller ROM.

## Upphovsrätt
CyanogenMod bestod av öppen källkod utvecklad av Google såväl som tredjepartsprogramvara. Proprietära appar från Google innefattades inte i CyanogenMod, men kunde backas upp från Google medföljande mobiloperativsystem och sedan återinstalleras på CyanogenMod utan att intrång görs i Googles upphovsrätt, enligt en överenskommelse mellan Cyanogen Inc och Google. CyanogenMod innehöll dock enhetsspecifika drivrutiner som kunde utgöra intrång i leverantörens upphovsrätt.